# کلمبیای بزرگ
کلمبیای بزرگ یا گرن کلمبیا (به انگلیسی: Gran Colombia) نام امروزی حکومتی است که از ۱۸۱۹ تا ۱۸۳۱ بر شمال و جنوب آمریکا و بخش‌هایی از جنوب آمریکای مرکزی حکومت داشته که امروزه بنام کلمبیا، ونزوئلا، اکوادور، پاناما، شمال پرو، غرب و شمال غربی گویان و برزیل شناخته می‌شود.
کلمبیا، ونزوئلا، اکوادور سه ایالت جانشین، در خلال انحلال کلمبیای بزرگ بودند. کلمبیا در سال ۱۹۰۳ از کلمبیای بزرگ جدا شد. در آن زمان قلمرو کلمبیای بزرگ کمابیش با قلمرو نایب‌الملک‌نشین گرانادای جدید برابر بود. این درحالی است که ادعای مالکیت سواحل کارائیب نیکاراگوئه و سواحل مسکیتو را نیز مطرح می‌کرد.
درآن زمان بین حامیان وجود یک حکومت مرکزی (حامیان قانون اساسی کوکوتا و حامیان حکومتی غیر متمرکز و فدرال برخوردهایی صورت می‌گرفت. طرفداران حکومت مشروطه گرد فرانسیسکو د پاولا سانتاندر و طرفداران یک حکومت جمهوری با ساختاری قدرت مند گرد رئیس‌جمهور سیمون بولیوار جمع شدند. دو متحد در جنگ با اسپانیا که عمومی شدن اختلاف‌هایشان در سال ۱۸۲۵ بی‌ثباتی فراوانی را به دنبال داشت.

## ریشه‌شناسی
نام رسمی کشور در آن روزگار کلمبیا بود، اما نامی که مورخان برای این سرزمین به کار برده‌اند کلمبیای بزرگ است. این نام برای کشور کنونی کلمبیا از سال ۱۸۶۳ استفاده می‌شود. نام که گاهی باعث سردرگمی نیز به دنبال دارد. نام کلمبیا برگرفته از نام کریستوف کلمب در نسخ اسپانیایی به جامانده از قرن هجده میلادی است. فرانسیسکو د میراندا انقلابی پیشین در آرشیو خود در تشریح اقدامات انقلابی اش، اصطلاحی شبه یونانی برای وصف نام کلمبیا Colombeia به منظور یاد کردن از سرزمین‌های تحت سیطره اسپانیا در قاره آمریکا بکار گرفته‌است. سیمون بولیوار و دیگر انقلابی‌های اسپانیایی نیز نام کلمبیا را به مفهوم قاره استفاده کرده‌اند. کلمبیا به معنای یک ملت با یک جغرافیای سیاسی و اقلیمی مشخص در سال ۱۸۱۹ توسط کنگره آنگوستورا ایجاد شد.

## جغرافیا
در چارچوب اصل قانونی Uti possidetis، جمهوری کلمبیا کمابیش در محدوده قلمرو نایب‌الملک‌نشین گرانادای جدید (۱۷۳۹ تا ۱۷۷۷) قرار داشت. سرزمینی متحد با جمهوری سوم ونزوئلا، ایالت گرانادای جدید، سلطنت آودنسیا در پاناما و جمهوری کیتو که تا سال ۱۸۲۱ به عنوان مستعمره اسپانیا شناخته می‌شد.

## حکومت
قبل از تصویب قانون اساسی توسط کنگره کوکوتا، کنگره آنگوستورا سیمون بولیوار را به عنوان روئیس جمهور و سانتاندر را به عنوان معاون او منصوب کرد. براساس قانون‌اساسی کنگره کوکوتا، برای عدم تداخل قدرت، کشور صورت مباشر، در قالب دوازه گروه و سی و شش استان، تحت فرمان یک فرماندار اداره می‌شد. امور نظامی نیز به صورت مباشر، زیر نظر یک ژنرال فرمانده کنترل می‌شد که همه این افراد توسط حکومت مرکزی تعیین می‌شدند. حکومت مرکزی نیز شامل یک رئیس‌جمهور، یک کنگره با دو مجلس و یک دادگاه عالی موسوم به the Alta Corte به صورت موقت در بوگوتا مستقر بودند.
رئیس‌جمهور به عنوان رئیس قوه مجریه دولت مرکزی و دولت محلی اختیار فراوانی در جبهه‌های نظامی، مخصوصاً منطقه اکوادور داشت. معاون او نیز در صورت مرگ رئیس‌جمهور، تنزل رتبه، یا بیماری اختیار و مسئولیت‌های او را بر عهده می‌گرفت. در سال‌های ابتدایی به دلیل عدم حضور رئیس‌جمهور بولیوار، معاون او سانتاندر مسئولیت‌های وی را بر عهده گرفته بود. رای‌های انتخابات ریاست جمهوری نیز به صورت غیر مستقیم از افرادی اخذ شد که در زمین‌های تحت مالکیت خود، معادل یکصد پزو سرمایه داشته یا درآمد آن‌ها برابر با درآمد یک حرفه بود.

## تاریخ
بلافاصله پس از پیروزی غیرمنتظره بولیوار، کشور New Granada اعلام موجودیت کرده و دولت موقت آن در قالب یک جمهوری فدرال، متشکل از سه بخش و با ریاست جمهوری بولیوار معاونت سانتاندر آغاز به کار کرد. پایتخت در سه شهرستان بوگوتا (بخش کوندینامارکا)، کاراکاس (بخش ونزوئلا) و کیتو (بخش کیتو) که در آن زمان کماکان مناطقی آزاد بودند قرار داشت. قانون اساسی کنگره کوکوتا در سال ۱۸۲۱ به تصویب رسید و بر اساس آن بولیوار به عنوان رئیس‌جمهور و سانتاندر به عنوان معاون او انتخاب شدند. هواداران فدرالیسم در آن روزگار به دلیل جلوگیری از قدرت گرفتن سلطنت طلبان در مواضع خود ملایم تر شده و از سانتاندر پشتیبانی کردند. در سال ۱۸۲۴ و پس از تسلط دولت مرکزی بر مناطق مختلف، ونزوئلا، کوندینمارکا و کیتور به مناطقی کوچکتر تقسیم و تحت نظارت حکومت مباشر قرار گرفتند. اما به دلیل وجود سلطنت طلبان در منطقه کوکوتا، کنگره تصمیم به تنظیم قانون اساسی تازه با چشم‌اندازی ده ساله گرفت. در سال اول، کلمبیا و باقی مناطق در جنگ با اسپانیا آزاد شدند. ونزوئلا، به جز پورتو کابلو نیز در نبرد کارابوبو آزاد شد. پانامادر نوامبر سال ۱۸۲۱، کیتو و گوایاکیول در سال ۱۸۲۲ به فدراسیون پیوستند. استقلال پاناما در سال ۱۸۲۴ توسط ارتش کلمبیای بزرگ تثبیت شد و بولیوار و سانتاندر نیز در سال ۱۸۲۶ بار دیگر انتخاب شدند.

## فدرالیسم و جدایی طلبان

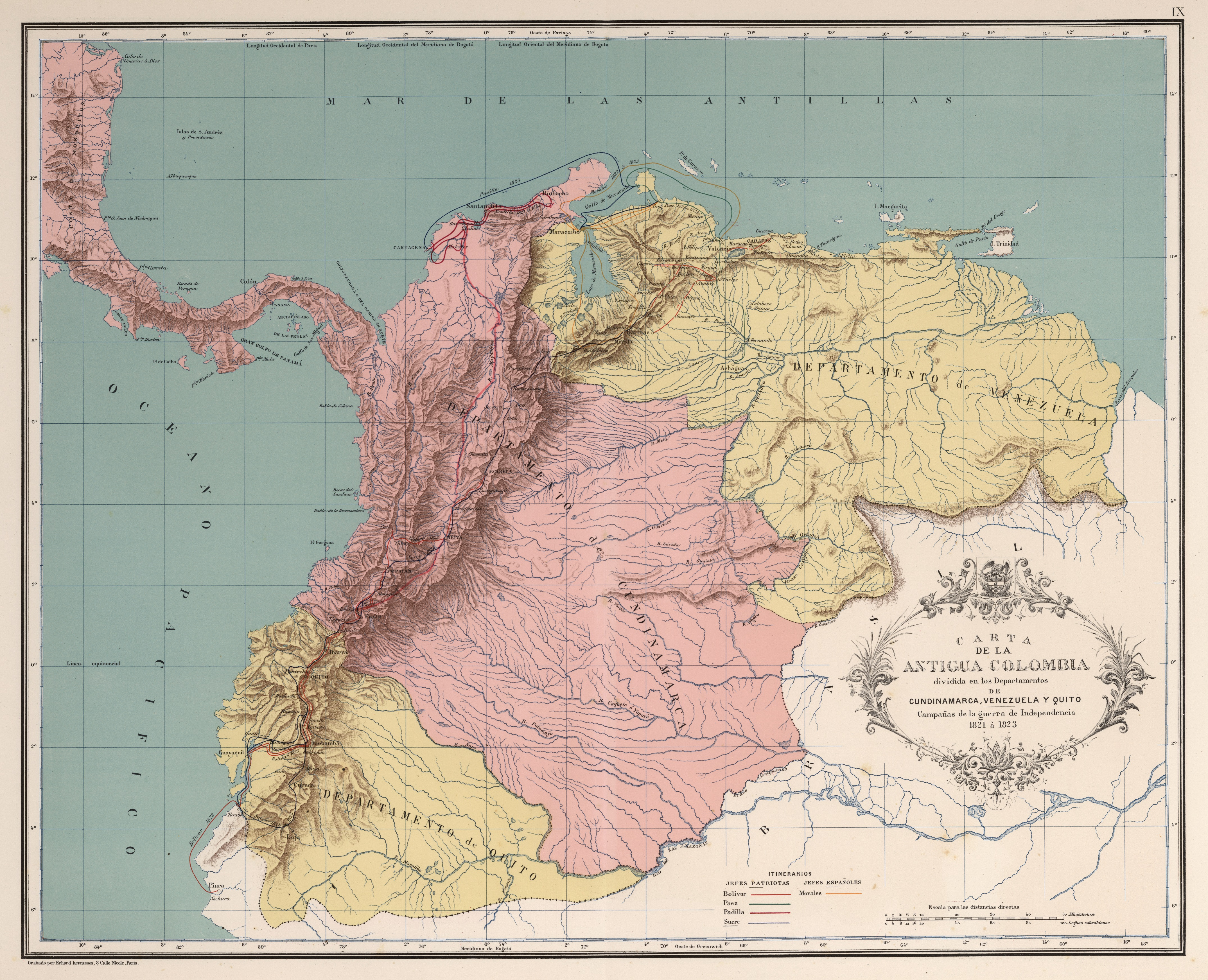
بخش کلمبیای کبیر در سال ۱۸۲۰

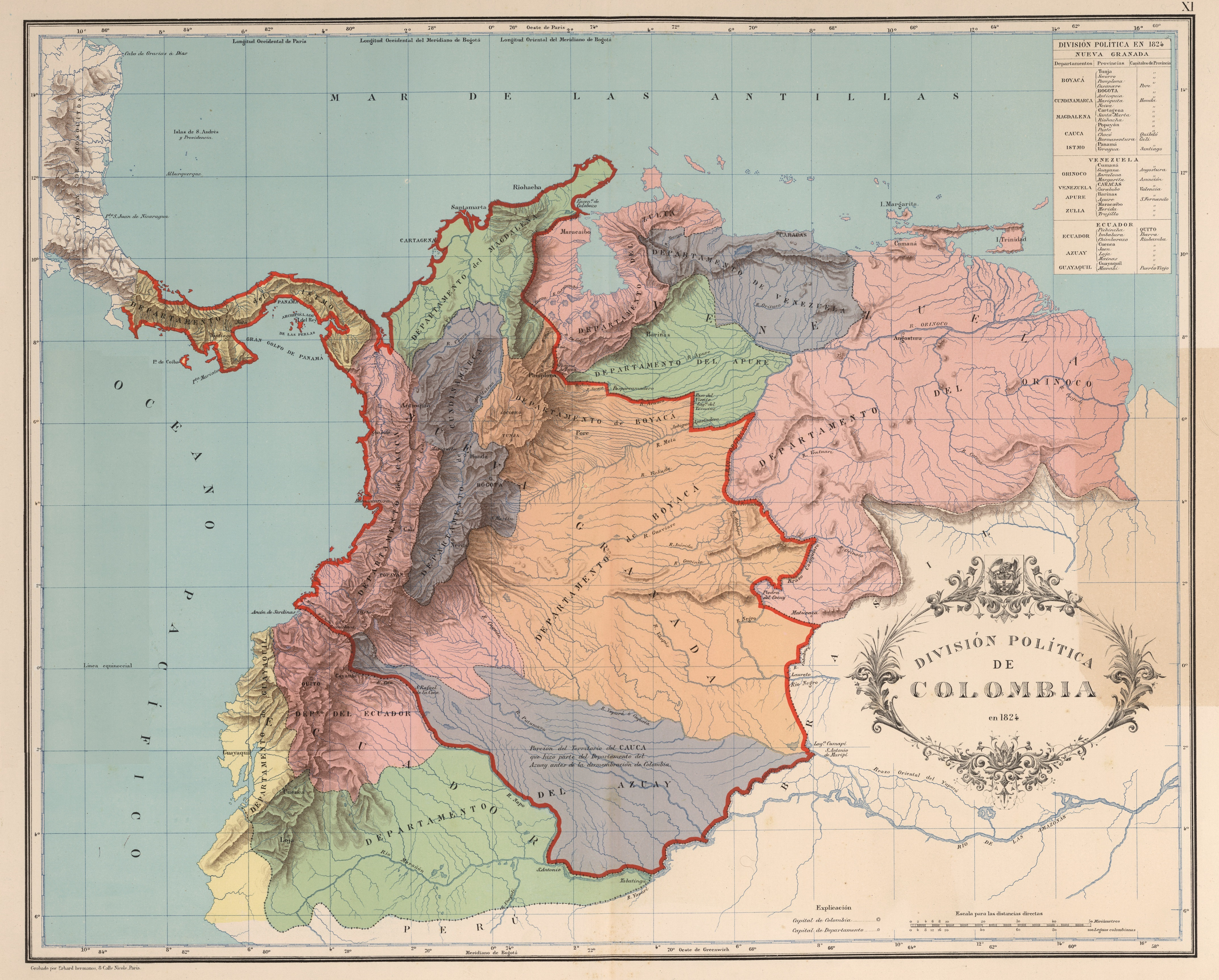
نقشه‌ای از کلمبیای کبیر در سال ۱۸۲۴ که حکایت از مناقشه بین دوازده گروه در کشورهای همسایه هم دارد

یک نقشه از کلمبیای بزرگ نشان می‌دهد که در سال ۱۸۲۴ دوازده گروه در مناقشه بین کشورهای تازه تأسیس همسایه یکدیگر ایجاد شد که با اسپانیا در حال جنگ بود. در پایان جنگ در اواسط ۱۸۲۰، احساسات فدرال سرکوب شده مردم دوباره سر برآورده و درخلال مشکلات اقتصادی و مناسبات منطقه‌ای تبدیل به یک خواسته برای اصلاحات سیاسی شد. در پایان قرن هجدهم، اکوادور به عنوان یکی از دارندگان صنعت نساجی و چرم با مقوله واردات منسوجات ارزان قمیت رو برو بود. پس از استقلال، کلمبیای بزرگ سیاست کم تعرفه‌ای را بر مناطق کشاورزی اعمال کرد که ونزوئلا را نیز شامل می‌شد. در آن زمان اولویت بولیوار جنگ با سلطنت طلبان در پرو بود، نه حل مشکلات اقتصادی اکوادور. او در خلال سال‌های ۱۸۲۰ تا ۱۸۲۵ با توسل به قدرت فراوانی که در اختیار داشت، سیاست رؤیا رویی با سلطنت طلبان را به پیش برده و موارد دیگر را از دستور کار خارج کرد.
پس از یکپارچه شدن کلمبیای بزرگ، نقش اکوادور در حوزه‌های مختلف، ازجمله دولت مرکزی کمتر شد. اما ارتش و پست‌های فرماندهی ارتش کلمبیای بزرگ، و حتی دفاتر سیاسی محلی کماکان از آن ونزوئلا و New Granadans بود. در سویی دیگر، جنبش‌های جدایی طلبانه‌ای در اکوادور شکل گرفت که در خلال چشم‌انداز ده ساله تعیین شده فروکش نکرد. قوی‌ترین آرایش سیاسی فدرال در میان نیروهای لیبرالی بود که در جنگ استقلال حضور داشته و با وجود حمایت از لیبرالیسم اسپانیایی در دهه گذشته، با فرماندار کل ونزوئلا خوزه آنتونیو پائز علیه دولت مرکزی متحد شدند. در سال ۱۸۲۶ ونزوئلا بیش از هر زمانی به جدایی از کلمبیای بزرگ نزدیک تر شد. قصد کنگره استیضاح خوزه آنتونیو پائز بود، اما او خود در ۲۸ آوریل استعفایش را اعلام کرد. پائز دو روز بعد، مخالفت خود را با دولت مرکزی آغاز و دست به شورشی زد که در ونزوئلا با عنوان Cosiata (در زبان محاوره اسپانیایی به معنای چیز ناچیز) از آن یاد می‌شود. پشتیبانی طیف‌های سیاسی سراسر ونزوئلا، اقدام پائز را به یک تهدید جدی علیه وحدت ملی تبدیل کرد. در ماه ژوئیه و اوت، دولت‌های منطقه گوایاکیول و کیتو ضمن اعلام حکومت نظامی، بیانیه‌هایی را در حمایت از خوزه آنتونیو پائز صادر کردند. بولیوار با استفاده این این تحولات، به ترویج قانون اساسی محافظه کارانه‌ای پرداخت که برای بولیوی تنظیم شده و حمایت محافظه کاران اکوادور و مقام‌های نظامی ونزوئلا را نیز به همراه خود داشت. در این میان، نقش سانتاندر، معاون رئیس‌جمهور در تحولات آینده بسیار چشمگیر بود.

## پیامدهای بعدی
با انحلال کلمبیای بزرگ، جمهوری ونزوئلا، اکوادور و جمهوری گرانادای جدید جایگزین آن شد. وضعیتی که از دید بولیوار یک شکست محسوب می‌شد. گروه سابق کوندینمرکا که در سال ۱۸۱۹ در Angostura تأسیس شده بود، کشور جمهوری گرانادای جدید را تشکیل داد. در سال ۱۸۵۸ نام جمهوری گرانادای جدید به کنفدراسیون گراندین تغییر یافته و در سال ۱۸۶۳ این نام نیز به ایالات متحده کلمبیا تغییر کرد. تا سرانجام در ۱۸۸۶ نام امروزی آن یعنی کلمبیا را به خود گرفت. پاناما، به‌طور داوطلبانه تا ۱۸۲۱ بخشی از کلمبیای بزرگ باقی ماند. یک گروه از جمهوری کلمبیا نیز تا سال ۱۹۰۳، زمان جنگ هزار روزه (۱۸۹۹ تا ۱۹۰۲) در بخشی بزرگ از این منطقه حضور داشتند. که با فشار شدید آمریکا مستقل شدند. هدف آمریکا حقوق ارضی کانال پاناما و منطقه در آینده بود. خواسته که کلمبیا با آن مخالف بود.
کشورهای ایجاد شده در هفت دهه پس از استقلال، به جز پاناما پرچم‌هایی دارند که یادآور پرچم کلمبیا بزرگ است:
| کلمبیا | اکوادور | ونزوئلا |  |
| کلمبیا | اکوادور | ونزوئلا |  |

(به عنوان مثال کشورهای متحد آمریکای مرکزی، شمال اروپا و کشورهای ناسیونالیست عربی پرچم‌های مشابه‌ای دارند که نشانگر ارتباط تاریخی آنهاست)

## اتحاد مجدد
از سال ۱۹۰۳، زمان جدایی پاناما از کلمبیا، در بین مردم بحث‌هایی از یکپارچگی مجدد این کشورها unionistas مطرح بود. در سال ۲۰۰۸ خبرگزاری بولیواری از تمایل هوگو چاوز، رئیس‌جمهور فقید ونزوئلا مبنی بر ترمیم سیاسی کلمبیای بزرگ، تحت عنوان انقلاب بولیواری خبر داده بود، واقعیتی که امروزه در پی بحران ونزوئلا طرفداران زیادی پیدا کرده‌است.